# Różdżka radiestezyjna
Artykuł ten został zgłoszony do umieszczenia na stronie głównej w rubryce „Czy wiesz”.
Pomóż nam go sprawdzić: oceń zgłoszoną nominację.

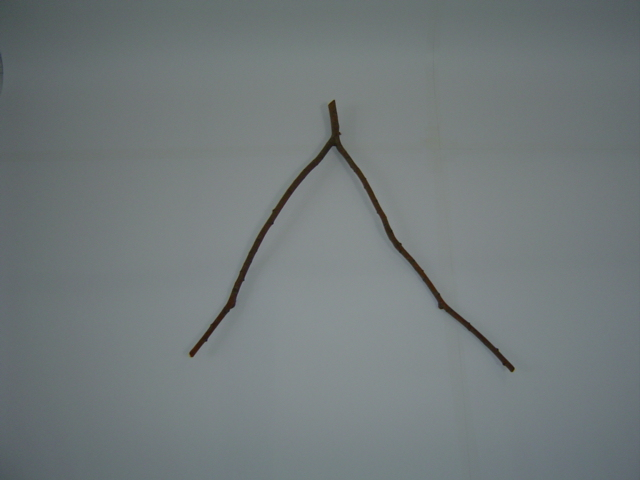
Różdżka radiestezyjna w kształcie litery Y

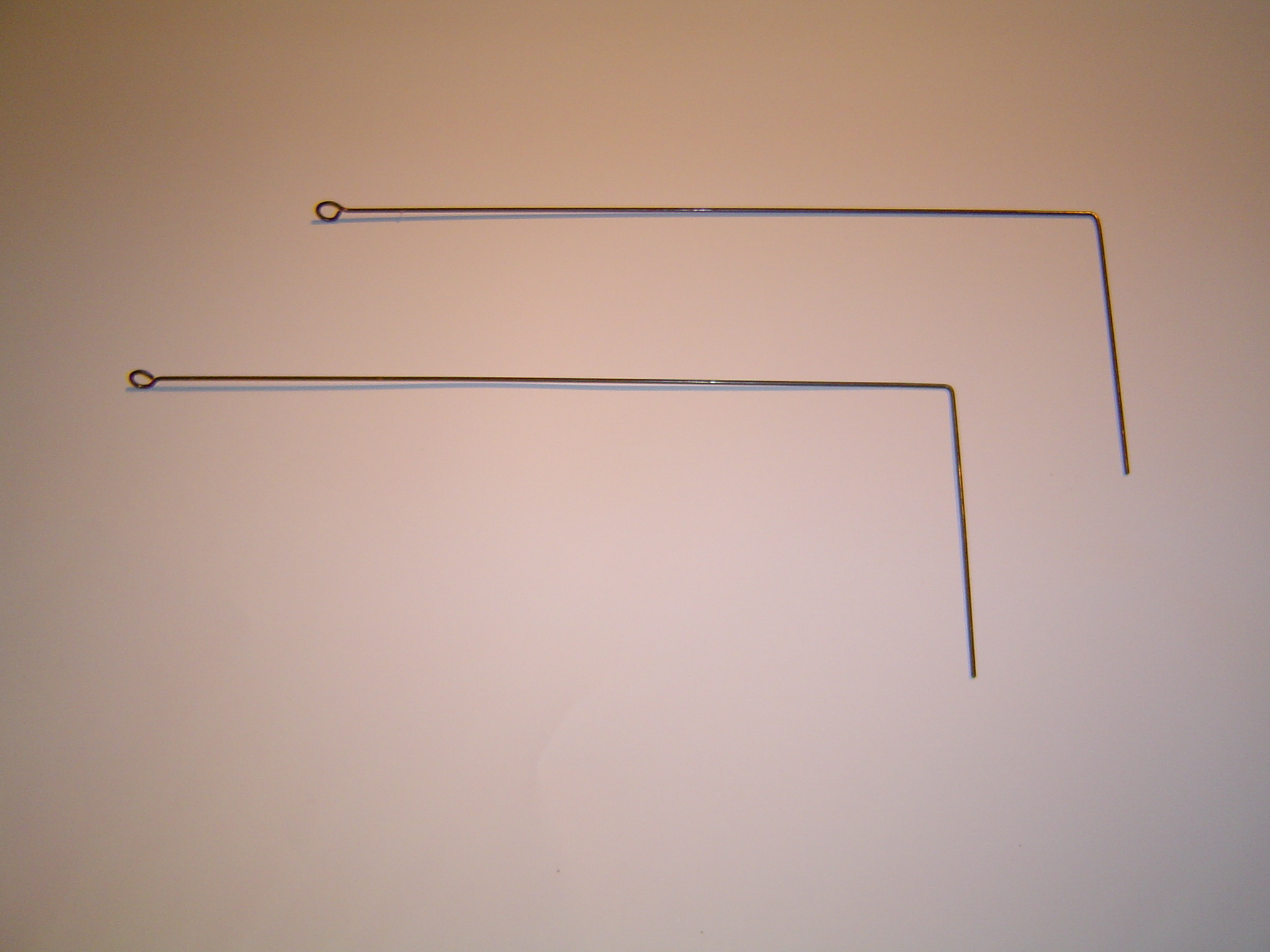
Różdżka radiestezyjna składająca się z pary metalowych prętów w kształcie litery L

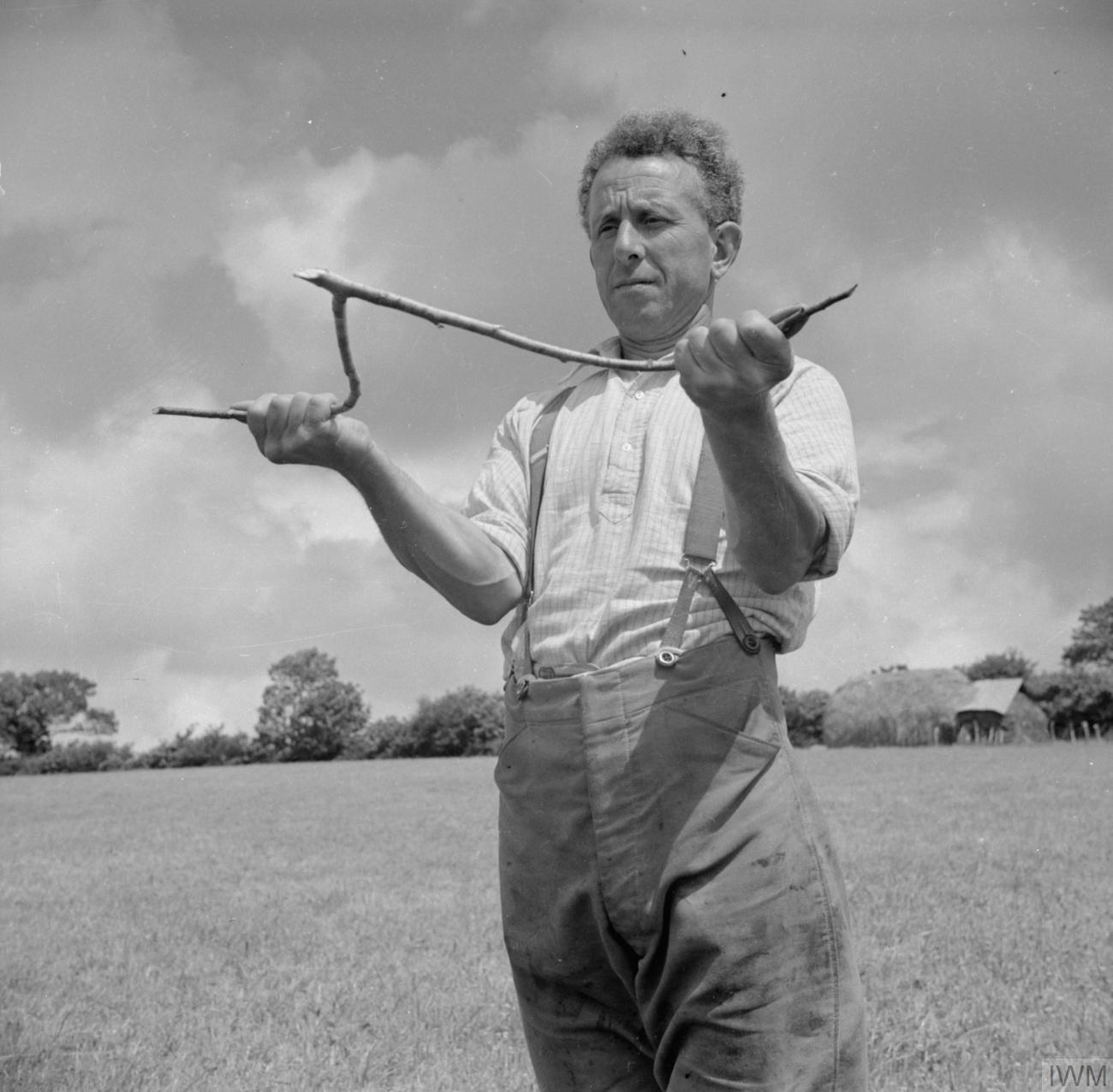
Rolnik z różdżką na swoim polu

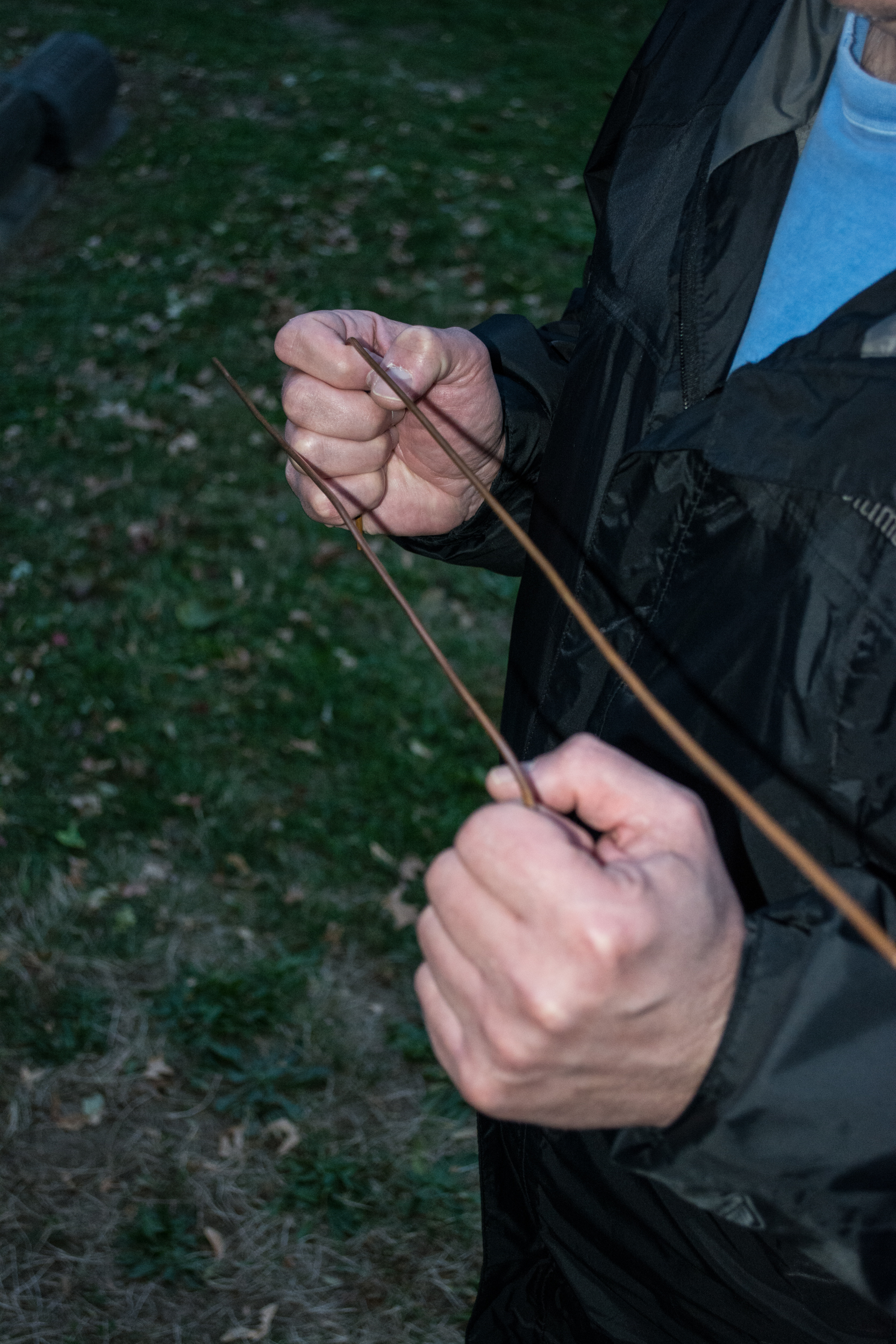
Radiesteta z różdżką do wykrywania duchów na cmentarzu

Różdżka radiestezyjna – przyrząd używany przez radiestetę do lokalizowania wód gruntowych, żył wodnych, promieniowania geopatycznego, poszukiwania rudy oraz wielu innych obiektów i materiałów. Podobne zastosowanie ma także wahadło radiestezyjne.

## Historia
W XVI-wiecznych Niemczech różdżka była używana do poszukiwania rudy. Pierwszy szczegółowy opis użycia różdżki został sporządzony przez Niemca Georgiusa Agricolę w jego dziele De Re Metallica (1556).
Różdżka radiestezyjna była przedmiotem debaty dłużej niż wiele innych zjawisk nadprzyrodzonych. W różnych okresach proponowano różne wyjaśnienia. W przeszłości zakładano, że z poszukiwanych rud, wody i innych obiektów unosiły się pewnego rodzaju cząsteczki, które były absorbowane przez różdżkę i pociągały ją w dół. Później, w XIX wieku, próbowano wyjaśnić ugięcie różdżki za pomocą zjawisk elektrycznych i magnetycznych. Od około początku XX wieku jako wyjaśnienia proponowano różne domniemane, w innym przypadku nieznane rodzaje promieniowania. Czasami utożsamiano je z siłą odyczną postulowaną przez Karla von Reichenbacha lub promieniami N postulowanymi przez René Blondlota, ale żadnego z nich nie udało się udowodnić. Dziś takie rzekome promieniowanie nazywa się promieniowaniem ziemskim. Według niektórych teorii promieniowanie ziemskie, generowane w pobliżu jądra Ziemi, przenika jej powierzchnię przez żyły wodne i złoża rud.

## Opis
Tradycyjna, najpowszechniejsza różdżka radiestezyjna to dwuramienna gałąź drzewa lub krzewu, w kształcie litery Y. Niektórzy radiesteci preferują gałęzie z konkretnych drzew (na przykład leszczyny, wierzby, klonu lub dębu), a inni wolą, aby gałęzie były świeżo ścięte z dowolnego drzewa lub krzewu. 
Dwa rozwidlone końce trzyma się w dłoniach, a trzeci (trzon litery Y) jest skierowany prosto przed siebie. Następnie radiesteta powoli przechodzi nad miejscami, w których może znajdować się cel (na przykład minerały lub woda), a różdżka radiestezyjna powinna się pochylić lub drgnąć w momencie dokonania odkrycia.
Wielu współczesnych radiestetów używa również dwuramiennych różdżek wykonanych ze sprężystego metalowego drutu, tworzyw sztucznych lub pary metalowych prętów w kształcie litery L. Oba pręty są trzymane w dłoniach, przy czym krótkie ramię L jest trzymane pionowo, a długie ramię skierowane do przodu. Gdy coś zostanie „znalezione”, pręty poruszają się synchronicznie. W zależności od radiestety, mogą się one skrzyżować lub rozchylić. 

## Badania naukowe
Naukowcy akceptują pogląd niektórych radiestetów, że ruch różdżki radiestezyjnej jest wynikiem nieświadomej pracy mięśni. Pogląd ten jest szeroko akceptowany w społeczności naukowej. Wiadomo, że różdżka radiestezyjna wzmacnia drobne ruchy rąk spowodowane zjawiskiem znanym jako zjawisko ideomotoryczne: podświadomość ludzi może wpływać na ich ciała bez świadomej decyzji o podjęciu działania. To czyni różdżkę radiestezyjną podatną na podświadomą wiedzę, percepcję radiestetów, a także na efekt potwierdzenia.